# Burkhard Sweder
Burkhard Sweder (* vor 1350; † vor oder am 3. Juni 1402; auch Schweder) war Stiftskanoniker und -scholaster vom Kollegiatstift Stendal.

## Leben

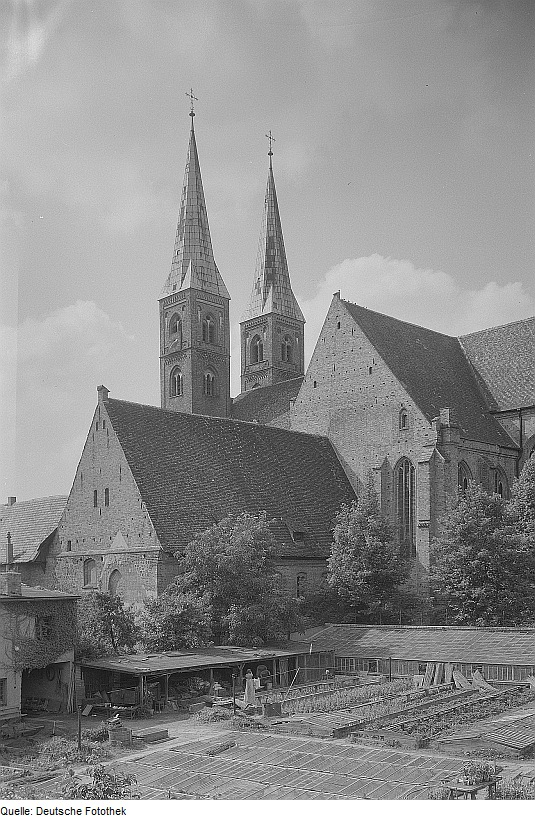
Burkhard Sweder arbeitete mindestens von 1370 bis 1397 in der St.-Nikolaus-Kirche zu Stendal; Fotografie von Richard Peter

Burkhard Sweder entspross einer einflussreichen Gewandschneider- und Ratsherrenfamilie der Stadt Stendal. Er, Johann Sweder und Nikolaus von Bismarck wiesen anno 1350 dem Sankt-Gertrud-Hospital zu Stendal seine Erstausstattung zu. Für die beiden Brüder und Magister (magistrī, hier Verweis auf ein Studium) belegte jedoch erst die Bestätigungsurkunde von 1370 das Engagement für das Neue Hospital vor dem Uenglingenschen Tor (CDB 1.15, Nr. 225, S. 174–175). Das Dokument zeigte zudem, dass die Geschwister unterschiedliche Laufbahnen eingeschlagen hatten. Während sich Johann als Arzt (phisicus) betätigte, wirkte Burkhard als Kanoniker des Kollegiatstifts Stendal (Canonicus Ecclesie Steyndal). Damit stand er beispielhaft für die engen „personellen Verflechtungen zwischen dem Stift und den führenden Geschlechtern der Stadt.“ – Christian Popp.

Das Landbuch der Mark Brandenburg von 1375 verwies ebenfalls auf seine klerikale Karriere. Im Dorfregister von Schönfeld bei Stendal hieß es: „Borchardus Sweder, presbyter, habet 11⁄2 chorum cum 6 modiis siliginis, pertinet ad hospitale novum foris civitatem Stendal“ – Burkhard Sweder, Priester, hat 11⁄2 Wispel mit 6 Scheffel Roggen, gehörig zum Neuen Hospital außerhalb der Stadt Stendal. Demnach übernahm er die seelsorgerische Betreuung des Sankt-Gertrud-Hospitals und bezog dafür eine Pfründe im Wert von 1,7500 Zählstücken.
Darüber hinaus hielt das von Kaiser Karl IV. initiierte Urbar persönliche Hebungen in vier Dörfern fest: Borstel (im Schulzenhof auf Lebenszeit sowie in vier weiteren Vollbauernhöfen, je einmal als Herr und Mönch bezeichnet), Dahlen bei Stendal (in zwei Vollbauernhöfen), Groß Schwechten (in fünf Vollbauernhöfen) und Westheeren (in einem Vollbauernhof, Herr). Die Erträge summierten sich auf 144,5 Scheffel Roggen, 10,5 Hühner und 27,0 Brandenburgische Pfennig, umgerechnet 6,2208 Zählstücke. In Schwarzenhagen (in Rochau aufgegangen) hatte er Henneke Boken mit 2,0000 Zählstücken unterbelehnt.
Das stendalische Kollegium beauftragte am 27. November 1390 zwei seiner Mitglieder damit, sich nach Halberstadt zu begeben (CDB 1.5, Nr. 212, S. 141). Beim dortigen Domkapitel sollten sie die Anerkennung des Dietrichs von Angern als neu gewählten Stiftsdekan bewirken. Die Aufgabe übernahmen Burkhard Sweder, Stiftsscholaster von Stendal und Hildebrand von Volkmarsen, Stiftsthesaurar. Ersterer trat letztmals 1392 im genannten Kirchenamt auf (ohne Quellenangabe). Wieder als einfacher Säkularkanoniker bezeugte er am 30. Juli 1397 Erwerbungen seines Stiftskapitels in Schorstedt von den Brüdern Henning und Albrecht von Büste (CDB 1.5, Nr. 222, S. 147–148).
Dem Stiftsscholaster von Stendal übertrug eine Urkunde vom 9. Juni 1402 das Totengedenken für Johann Verchland, Pfarrer in Bellingen (CDB 1.5, Nr. 232, S. 154). Sie gab als vormaligen Besitzer seines Hofs Burkhard Sweder an. Christian Popp schloss daraus, dass er zu diesem Zeitpunkt bereits verstorben war. Jeweils am 3. Juni wurde in der Sankt-Nikolaus-Kirche zu Stendal die Jahrzeit für ihn begangen. Damit ließ sich der Todestag festlegen, aber nicht eindeutig das Todesjahr. Dereinst Burkhard Sweder gehörende Wiesen bei Hassel fielen ebenfalls an die Tote Hand (CDB 1.5, Nr. 264, S. 172–173). Klaus von Sanne, Knappe im gleichnamigen Dorf bei Stendal fundierte damit am 22. März 1411 eine Altarpfründe in der dortigen Kirche.

### Sekundärliteratur
- Christian Popp: Das Stift St. Nikolaus in Stendal. Überarbeitete Dissertation Humboldt-Universität zu Berlin 2005 (= Max-Planck-Institut für Geschichte (Hrsg.), Nathalie Kruppa (Redaktion): Germania Sacra. Neue Folge 49, Die Bistümer der Kirchenprovinz Mainz. Das Bistum Halberstadt. Band 1). Walter de Gruyter, Berlin / New York 2007, ISBN 978-3-11-019535-4 (Volltext in res doctae [PDF; 7,2 MB; abgerufen am 29. Juli 2019]).
- Peter P. Rohrlach: Historisches Ortslexikon für die Altmark (= Historisches Ortslexikon für Brandenburg. Teil XII; Klaus Neitmann [Hrsg.]: Veröffentlichungen des Brandenburgischen Landeshauptarchivs. Band 68; Veröffentlichungen der Staatlichen Archivverwaltung des Landes Sachsen-Anhalt. Reihe A. Quellen zur Geschichte Sachsen-Anhalts. Band 23). 2 Bände, Berliner Wissenschafts-Verlag, Berlin 2018, ISBN 978-3-8305-3743-4.